# Enchère d'un dollar

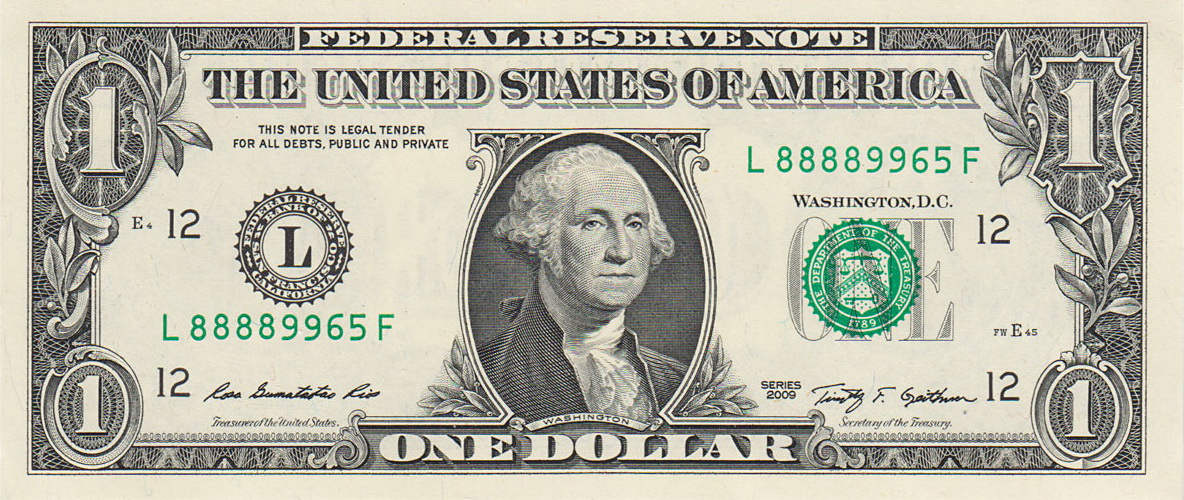
Billet d'un dollar.

L' enchère d'un dollar est un jeu séquentiel à somme non nulle conçu par l'économiste Martin Shubik pour illustrer le paradoxe de la théorie traditionnelle du choix rationnel dans lequel les joueurs sont obligés de prendre une décision finalement irrationnelle entièrement basée sur une séquence de choix apparemment rationnels effectués tout au long du jeu.

## Le jeu
La partie implique un commissaire-priseur mettant aux enchères un billet d'un dollar avec les règles suivantes : les enchères se font par incréments de 5 cents ; la personne ayant enchéri le plus haut montant paye ce montant et reçoit le billet, d'une valeur de 1 dollar. Cependant, le participant ayant enchéri le deuxième plus haut montant devra payer cette somme, ce qui en fait le perdant de la vente aux enchères (puisqu'il doit payer son enchère, mais ne gagne rien).
On peut donc gagner un dollar en payant seulement le montant minimum de 5 cents, mais uniquement si personne d'autre ne participe aux enchères.
Cependant, un tel scénario génère un résultat paradoxal : l'un des joueurs commence par enchérir 5 cents, dans l’espoir de réaliser un profit de 95 cents. Ils peuvent être surenchéris par un autre joueur qui mise 10 cents, pour réaliser un profit de 90 cents. De même, un autre participant peut enchérir 15 cents, réalisant un bénéfice de 85 cents.
À ce moment, le deuxième enchérisseur est en perte de 10 cents. Il est donc rationnel pour lui de transformer cette perte de 10 cents en un gain de 80 cents en enchérissant à 20 cents, et ainsi de suite pour les autres joueurs.
En fait, chaque fois qu'un joueur sur-enchérit, le joueur qui menait précédemment est en position de perdre sa mise, à moins qu'il ne sur-enchérisse lui-même à son tour. Le choix rationnel est donc de toujours augmenter l'enchère quand on est dans la position du deuxième.
Une série d’offres rationnelles atteindra et finalement dépassera un dollar, les enchérisseurs cherchant à minimiser leurs pertes. Si le premier enchérisseur offre 95 cents et que le second en offre un dollar (sans gain ni perte net), le premier enchérisseur aura le choix entre encaisser 95 cents de pertes (s'il ne fait rien), ou offrir 1,05 $, auquel cas il ne perdra que 5 cents. Il est donc rationnel pour lui d'enchérir pour réduire ses pertes, quitte à dépasser la valeur du bien à enchérir.
Les enchères se poursuivent, le deuxième enchérisseur perdant toujours plus que le plus offrant et essayant donc toujours de devenir le plus offrant. Le paradoxe est donc qu'une suite de choix rationnels pour les participants aboutit à une décision finale irrationnelle, puisque chaque joueur finit par payer une somme arbitrairement élevée pour un bien d'une valeur de 1$.

## Analyse
Ce genre d'enchère à un sou est analogue à la guerre d'usure et présente un équilibre stratégique symétrique et mixte (il existe également des équilibres purs asymétriques).
Supposons un jeu avec deux joueurs : le joueur 1 joue aux tours impairs, tandis que le joueur 2 joue aux tours pairs. Lorsqu'un joueur est derrière, il est indifférent entre relancer et abandonner. Si l'adversaire se retire avec une probabilité {\displaystyle p}, relancer donne au joueur un gain attendu de {\displaystyle p\times 1+(1-p)\times 0-0.05.} En revanche, si l’abandon n’apporte aucun résultat, l’indifférence exige donc que l’opposant abandonne avec une probabilité de 5% à chaque période. Notez que cette probabilité est indépendante du niveau actuel des offres. cela découle du fait que les enchères passées représentent un coût irrécupérable. L'offre maximale suit une distribution binomiale avec une moyenne de 0,5 (rappelez-vous que les enchérisseurs ne réalisent aucun profit en moyenne).